# John Cornwell (écrivain)
Pour les articles homonymes, voir Cornwell.
John Cornwell (né en 1940) est un journaliste et auteur anglais, et Fellow du Jesus College, Cambridge.

## Biographie
Il est surtout connu pour plusieurs livres controversés historiquement, car farouchement anticléricaux, sur la papauté, notamment Pape d'Hitler, le journalisme d'investigation, et la compréhension publique de la science et de la philosophie.

## Publications
- The Spoiled Priest (1969)
- Seven Other Demons (1971)
- Coleridge, Poet and Revolutionary, 1772–1804: A Critical Biography (1973)
- Earth to Earth: A True Story of the Lives and Violent Deaths of a Devon Farming Family (1982)
- A Thief in the Night: The Mysterious Death of Pope John Paul I (1989)
- Powers of Darkness, Powers of Light (1991)
- Strange Gods (1993)
- Nature's Imagination: The Frontiers of Scientific Vision (editor) (1995)
- The Power to Harm: Mind, Medicine, and Murder on Trial (1996)
- Consciousness and Human Identity (editor) (1998)
- Hitler's Pope: The Secret History of Pius XII (1999)
- Breaking Faith: The Pope, the People and the Fate of Catholicism (2001)
- Hitler's Scientists: Science, War, and the Devil's Pact (2004)
- Explanations: Styles of Explanation in Science (editor) (2004)
- A Pontiff in Winter (2004)
- Seminary Boy (2006)
- Darwin's Angel (2007)
- Philosophers and God: At the Frontiers of Faith and Reason (codirecteur avec Michael McGhee) (2009)
- Newman's Unquiet Grave: The Reluctant Saint (2010)